# Slowly (應用程式)
Slowly（軟體名寫爲SLOWLY）是一个地理位置社交网络應用程式，允许用户相互發送需要等待才能接受到的消息，即“信件”。等待訊息所花费的时间取决于发送者和接收者之间的地理距离。 

## 历史
2017年Slowly在iOS上发布，並在一年后在同時在Android上发布2.0。 它在全球30多个地区的App Store被评为“最佳应用”。它还被Google Play授予2019年“最佳創意应用”。截止至2019年1月，使用者已達到一百萬。
在5.0版本中，Slowly推出了慢慢Web 应用功能。 2020年，该应用程序在發佈的6.0版本中引入了深色模式、音頻傳遞和發送信件而不影响用户的发信與接收比率等功能。还推出了一项名为SLOWLY PLUS的付费会员服務，会员在好友数量、話題篩選和地区、照片分享等方面的限制是普通用戶的兩倍。
Slowly还可以使用通过在移動端掃描二維碼使用“网頁版本”。

## 使用
用户需要为自己创建昵称和头像才能开始使用。他们可以自己在列表中尋找好友或使用“自动匹配”功能。它允许用户使用各种篩選功能搜尋他人，例如共同兴趣或某個特定国家。不過，使用該應用程式需遵循“用戶守則”，它的內容爲用户必须遵守的一些道德行为准则，并且必须在注册应用程序时接受條款。“信件”需要30分钟至60小时才能“缓慢地（Slowly）”到达目的地，具体時長取决于发件人和收件人之間的地理距离。虚拟邮票可以通過收集並附在“信件”上。也可以通过支付coins（程式內貨幣）购买各种虚拟邮票。如果要發送照片或音频，必須先經過對方同意。